# Manifestation « Catalunya, nou estat d'Europa »
La manifestation « Catalunya nou estat d'Europa » (« Catalogne, nouvel État d'Europe ») s'est déroulée à Barcelone, la capitale de la Catalogne, pendant la fête nationale de la Catalogne le 11 septembre 2012. Cette manifestation est organisée par l'Assemblée nationale catalane dont la présidente, Carme Forcadell, déclare que « le 12 septembre, le gouvernement [catalan] devra commencer à travailler pour l'indépendance de la Catalogne ».
L'affluence de manifestants a été massive, puisque les estimations varient de 1,5 million d'après la Guàrdia Urbana et le Département de l'Intérieur à 2 millions d'après les organisateurs. La délégation du gouvernement en Catalogne a baissé ce chiffre à 600 000 personnes. Les deux autres manifestations les plus massives de l'histoire de Catalogne ont été la manifestation pour le statut en 1977 (1,2 million de participants) et la manifestation sous la devise « Som una nació. Nosaltres decidim » (« Nous sommes une nation. C'est nous qui décidons ») en 2010 (1,1 million d'après la Guàrdia Urbana et 1,5 million d'après les organisateurs).

## Contexte

### Antécédents

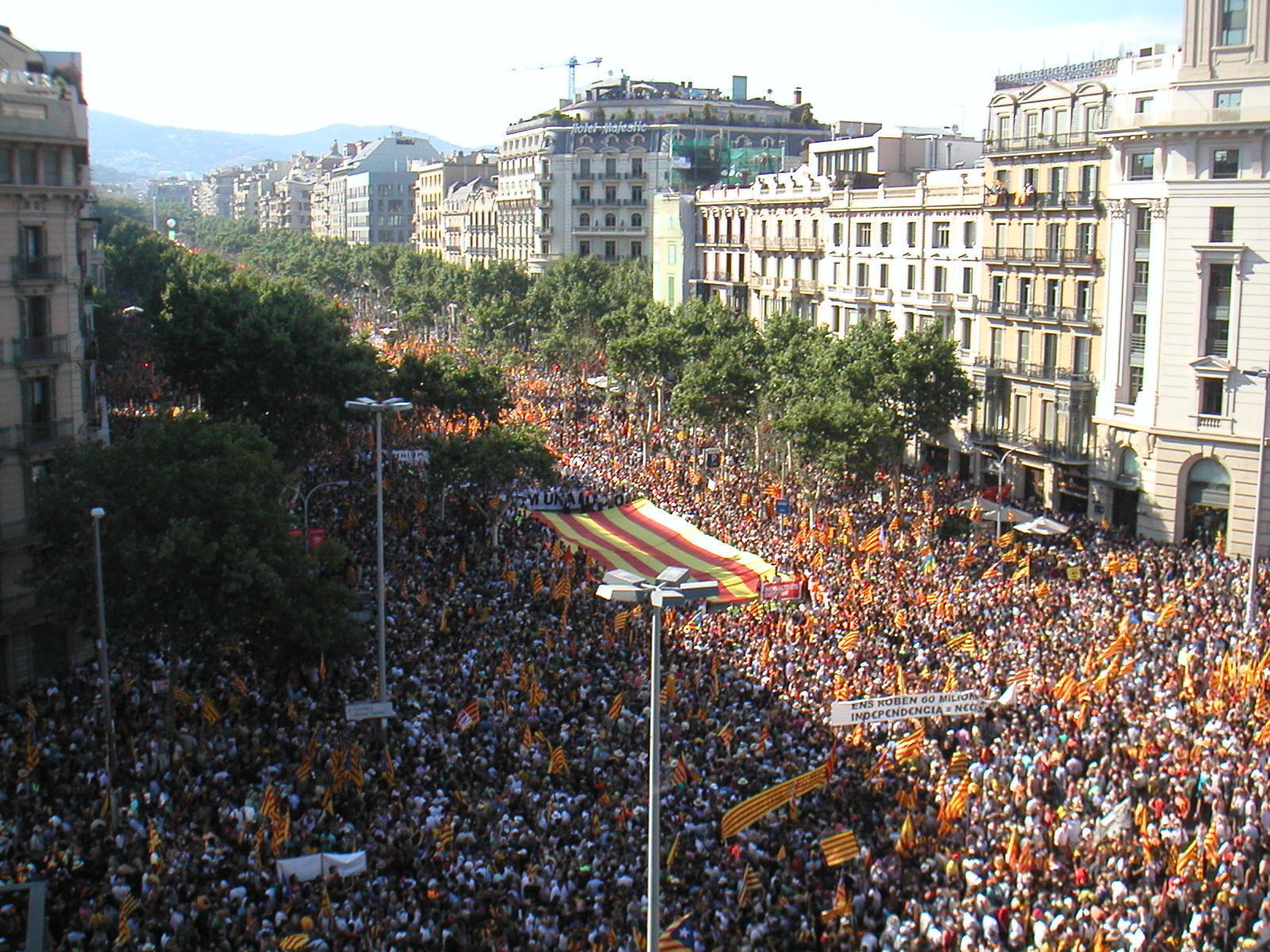
Début de la manifestation de 2010 dans le carrefour de Passeig de Gràcia et la rue Aragó. La multitude de manifestants qui occupait le pas au-delà du commencement a provoqué sa dissolution quelques mètres plus bas.

Le statut d'autonomie de la Catalogne, adopté par référendum le 18 juin 2006, est en vigueur depuis le 9 août de la même année. Quelques mois après, une cinquantaine de députés du Parti populaire, le défenseur du peuple et les gouvernements de cinq communautés autonomes présentent des recours contre le nouveau statut de la Catalogne à la Cour constitutionnelle. Le 28 juin 2010, la Cour prononce la sentence qui est publiée le 9 juillet, en tirant au clair que le préambule est « inefficace juridiquement », un préambule qui avait pour base le terme nation pour faire référence à Catalogne. Cependant, le verdict maintient la définition de la Catalogne comme nation et déclare quatorze articles inconstitutionnels, dont un entièrement et treize partiellement, cependant qu'il en réinterprète vingt-sept autres. Le changement le plus remarquable dresse le constat que le catalan n'est pas la langue préférentielle de l'administration ni celle du système éducatif.
La Cour affirme qu'il y a seulement une nation, l'Espagne, en insistant à quatorze occasions sur « l'indissoluble unité de la Nation espagnole ». Enfin, elle annule la plupart des articles relatifs au pouvoir judiciaire catalan.
En réponse, le lendemain, 10 juillet, Òmnium Cultural organise la manifestation « Som una nació. Nosaltres decidim » (aussi appelée « 10-J »). Elle est alors la plus massive de l'histoire de la Catalogne en rassemblant entre 1,1 million d'après la Guàrdia Urbana et 1,5 million de personnes d'après Òmnium Cultural.
Le jour suivant la manifestation, le gouvernement espagnol considère que cet événement n'aura aucun effet sur la sentence de la Cour constitutionnelle, et poursuit en déclarant que la manifestation n'amènera aucun « point d'inflexion » sur les relations entre la Catalogne et l'Espagne.

### Changements de gouvernement
Quelques analystes considèrent la manifestation du 10 juillet comme un point d'inflexion dans les relations entre la Catalogne et l'Espagne. Plus de trois mois après, le 28 novembre 2010, ont lieu les élections parlementaires en Catalogne, au cours desquelles Convergence et Union (CiU), avec Artur Mas comme président, remporte le plus grand nombre de suffrages.
L'année suivante, aux élections générales en Espagne, le Parti populaire obtient la majorité absolue, avec 187 sièges sur 350. Son candidat, Mariano Rajoy, est investi président du gouvernement.

### Réponse des citoyens

En vert, les villes où le « oui » a gagné aux référendums sur l'indépendance de la Catalogne.

Entre le 13 septembre 2009 et avril 2011, les Catalans participent à des consultations sur l'indépendance de la Catalogne partout dans le pays, avec des résultats clairement favorables.
Pendant les années 2011 et 2012, des citoyens lancent des initiatives en réponse aux agressions ou manquements de l'Espagne. Un exemple clair est la campagne No vull pagar (ca) (en français : « Je ne veux pas payer ») contre les péages amortis en territoire catalan. Cette campagne commence en avril 2012 en Catalogne, et un mois après, elle s'étend à la Communauté valencienne et aux Îles Baléares. Un autre collectif dénonce le déficit fiscal catalan avec la campagne Diem prou (en français : « On dit ça suffit »).

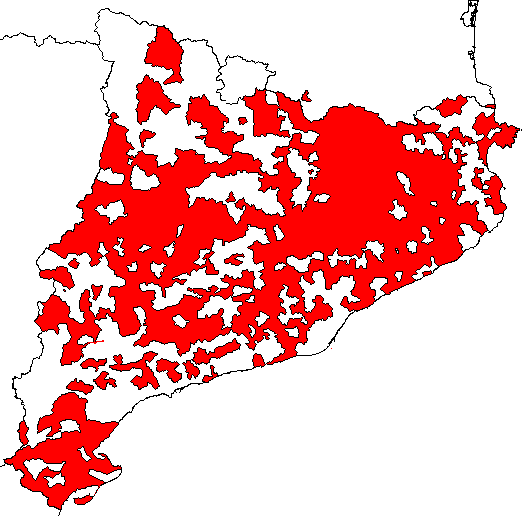
Territoire adhéré à l'Associació de Municipis per la Independència en date de 29 août 2012.

En ce qui concerne les municipalités, quelques mairies de Catalogne ont créé l'Associació de Municipis per la Independència, une organisation constituée officiellement le 14 décembre 2011 à Vic, qui regroupe différentes collectivités locales pour défendre les droits nationaux de la Catalogne et ayant pour but de promouvoir le droit à l'autodétermination.
Le 10 mars 2012 a eu lieu l'assemblée constituante de l'Assemblea Nacional Catalana au Palau Sant Jordi de Barcelone et les statuts y ont été approuvés, ainsi que le règlement interne et le plan de route vers l'indépendance. Il s'agit d'une organisation populaire, unitaire, plurielle et démocratique avec le but de récupérer l'indépendance politique de la Catalogne moyennant la constitution d'un état de droit, démocratique et social. La marche s'est achevée le 11 septembre 2012 à Barcelone avec la manifestation Catalunya nou estat d'Europa, après avoir réalisé plusieurs fêtes, symboliques et revendicatives partout dans le pays.

### Support à l'indépendance
En ce qui concerne l'évolution de l'indépendantisme catalan, on peut comparer les résultats d'une enquête du Centre de recherches sociologiques (CIS) en 1996 dans laquelle on demandait « Êtes-vous en faveur ou opposé à l'indépendance de la Catalogne ? » avec les enquêtes réalisées en 2011 et 2012; l'évolution sur les intentions de vote dans un hypothétique référendum pour l'indépendance de Catalogne y est montrée :
| Institution                               | Date      | Favorable (%) | Défavorable (%) | Abstention (%) | Autres réponses (%) | Ne se prononce pas (%) | Ne répond pas (%) |
| ----------------------------------------- | --------- | ------------- | --------------- | -------------- | ------------------- | ---------------------- | ----------------- |
| Centre de recherches sociologiques        | 1996      | 33,6          | 53,5            | 10,8           | 2,2                 |                        |                   |
| Institut de Ciències Polítiques i Socials | 2011      | 41,4          | 22,9            | 25,5           | 1,0                 | 8,3                    | 0,9               |
| Centre d'Estudis d'Opinió                 | Mars 2012 | 44,6          | 24,7            | 24,2           | 1,0                 | 4,6                    | 0,9               |
| Centre d'Estudis d'Opinió                 | Juin 2012 | 51,1          | 21,1            | 21,1           | 1,0                 | 4,7                    | 1,1               |

| Journal                   | Date          | Oui (%) | Non (%) | Autres réponses (%) |
| ------------------------- | ------------- | ------- | ------- | ------------------- |
| El Periódico de Catalunya | Janvier 2012, | 53,6    | 32,0    | -                   |
| Ara                       | Juillet 2012  | 50,4    | 23,8    | 25,7                |

## Avant la manifestation

### Vidéo promotionnelle
À la fin du mois d'août, Lluís Danés a dirigé une vidéo de promotion de la manifestation à Verges, où dix-sept personnalités apparaissent pour réciter un passage du poème XXXVIII de « La pell de brau » de Salvador Espriu. Le lancement du spot, intitulé « Els homes no poden ser si no són lliures » (traduit en français : Les hommes ne peuvent pas être s'ils ne sont pas libres) a eu lieu le 1er septembre à Arenys de Mar (Barcelone).
Dans la vidéo apparaissent les ex-présidents du Parlement de Catalogne: Joan Rigol et Ernest Benach, l'ex-président d'ERC, Jordi Carbonell, les journalistes Jordi Basté et Rita Marzoa, le célèbre auteur-interprète Lluís Llach, la présidente d'Òmnium Cultural Muriel Casals i Couturier, les philosophes Josep Maria Terricabras et Xavier Rubert de Ventós, les actrices Montserrat Carulla, Sílvia Bel et Txe Arana, le dramaturge Josep Maria Benet i Jornet, les directeurs Oriol Broggi et Joel Joan, les musiciens Gerard Quintana et Joan Reig, le professeur d'université Ferran Requejo et la présidente de l'Assemblea Nacional Catalana Carme Forcadell i Lluís. Toutes ces personnalités récitent un passage de l'œuvre « La pell de brau » (en français : La peau de taureau) du poète Salvador Espriu.

### Polémiques
Le 29 août 2012, le Gouvernement de Catalogne a souhaité accéder aux fonds de liquidité espagnols pour pouvoir faire face aux échéances de la dette, et il a prévenu Mariano Rajoy qu'il n'accepterait aucune condition politique. Face à ces événements, plusieurs politiciens espagnols ont fait des déclarations polémiques sur ce sujet. Un exemple: le président de La Rioja, Pedro Sanz a dit que « on doit être gonflé pour demander après télévisions et ambassades communes ». La présidente de la Communauté de Madrid, Esperanza Aguirre, a déclaré que « la Catalogne reçoit plus d'argent que Madrid » et le président de la Junte de Galice, Alberto Núñez Feijóo, explique que « c'est aujourd'hui que la Galice paye et la Catalogne demande ». Le 30 août, José Manuel Durão Barroso, président de la Commission européenne a admis que « dans l'hypothétique cas d'une sécession de la Catalogne, la solution devrait être trouvée et négociée dans le cadre légal international,. »

Le 1er septembre, Albert Rivera, président du parti espagnol Citoyens - Parti de la Citoyenneté, a demandé la démission des maires de Gérone et Figueres pour leurs« idées sécessionnistes », en invoquant « le coût total d'argent public pour la propagande, divulgation et financement des trains que les maires de Gérone et Figueres ont loués pour aller à la manifestation sécessionniste le prochain 11 septembre ». Il a aussi déploré que « les impôts des citoyens soient destinés à réaliser des actes qui peuvent casser la cohésion sociale, dynamiter le cadre constitutionnel et créer de la confrontation ». Le 2 septembre des citoyens de toute la Catalogne ont changé le nom de plusieurs Places d'Espagne pour celui de Place de l'Indépendance et ceci dans 40 villes, dont Mataró, Torroella de Montgrí, Roda de Ter ou Tàrrega. Le 3 septembre 2012, les municipalités de Sant Pere de Torelló et Calldetenes ont approuvé une motion en faveur de l'indépendance de la Catalogne, en se proclamant « Territoire libre catalan ». Le but de cet acte fut de faire pression sur le Gouvernement et le Parlement de Catalogne pour qu'ils assurent leur souveraineté nationale sur le territoire catalan. Quelques jours auparavant, Francisco Alamán Castro, colonel de l'armée espagnole, a dit que « la base du nationalisme catalan est la haine vers l'Espagne » et a mis en garde: « on ne doit pas éveiller le lion, parce qu'il a déjà fait preuve de sa férocité ». À propos de l'acte de Sant Pere de Torelló, il a déclaré que: « il s'agirait d'un acte de trahison classé clairement dans le code pénal espagnol. Par conséquent si dans la séance plénière cette atrocité était approuvée, on devrait procéder à l'immédiate arrestation du maire et des conseillers qui votent en faveur de cette proposition. » Dans la même interview, il a dit 

« L'indépendance de la Catalogne ? Sur mon corps et sur ceux de beaucoup de gens. Nous les militaires, nous avons fait un serment sacré : accomplir l'ordonnance constitutionnelle qui consacre l'unité de l'Espagne comme un principe auquel on ne peut pas renoncer. Nous avons aussi juré de défendre l'intégrité territoriale, même en le payant de nos vies. Nous avons quelque chose que ces gens-là n'auront jamais : sens de l'honneur et sens du devoir. »

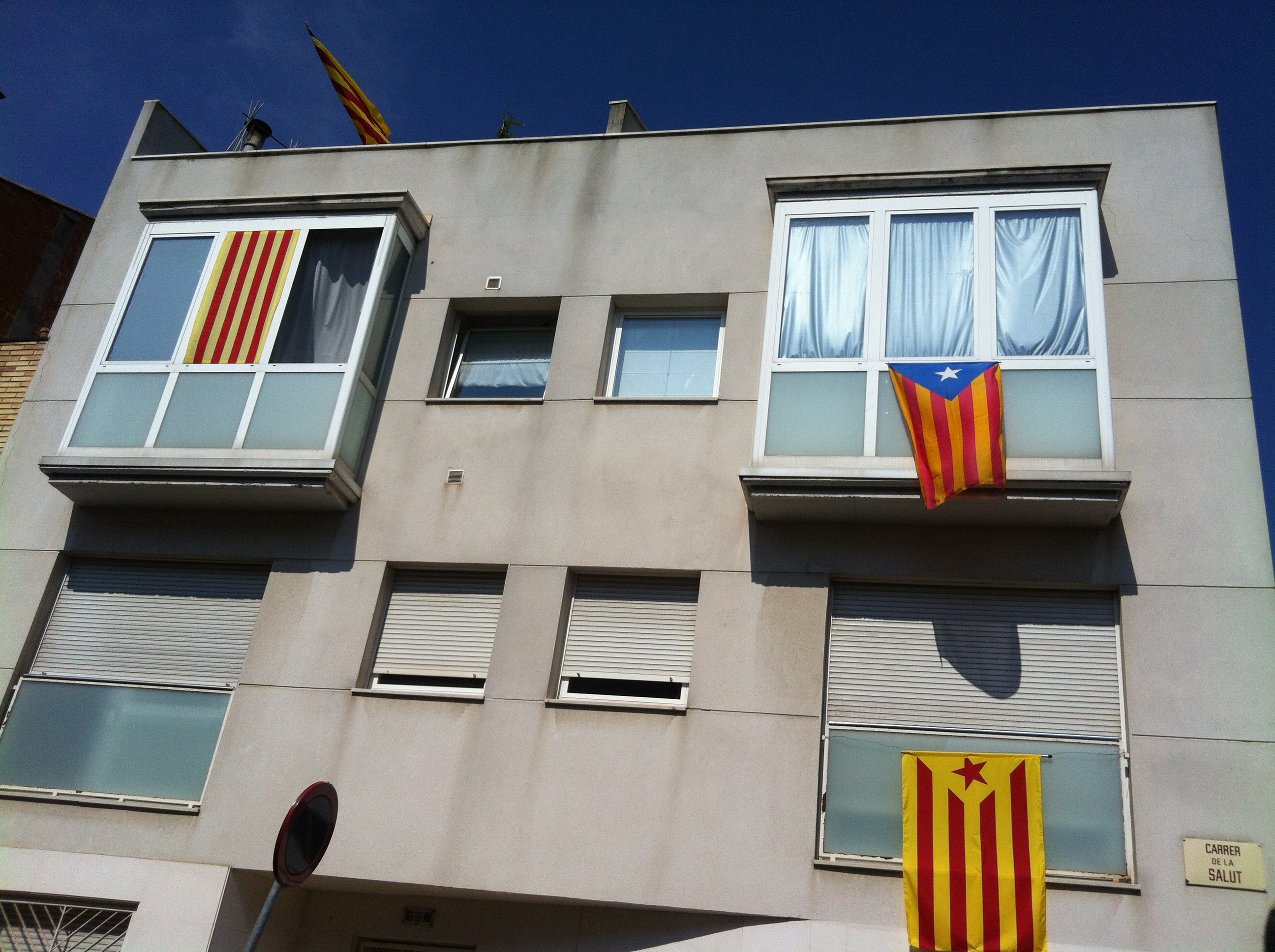
Drapeau catalan sur le balcon des manifestants.

Le 6 septembre, Citoyens - Parti de la Citoyenneté a annoncé qu'ils convoqueraient un acte: le même Onze Septembre pour défendre l'unité de l'Espagne, sous la devise « Millor units » (en français : « Ensemble, c'est meilleur »), très semblable à celui du Gouvernement de Londres pour faire référence à l'indépendantisme écossais. Le rassemblement a été convoqué pour 11h30 au carrefour entre la rue Josep Tarradellas et Entença de Barcelona. Le parti d'extrême-droite Regeneración a annoncé le même jour qu'il voulait organiser une autre manifestation rendant hommage au colonel Alamán à Barcelone pour le soutenir face aux plaintes présentées par Solidaritat Catalana per la Independència au ministère public juridique et militaire de Barcelone. Le 7 septembre le président de la Junte d'Estrémadure, José Antonio Monago, dans le discours officiel de la Journée d'Estrémadure, il s'est opposé au pacte fiscal catalan en confortant que « nous devons diriger la résistance contre cette initiative non solidaire intitulée « pacte fiscal catalan », très facile à résumer aujourd'hui : la Catalogne demande, l'Estrémadure paye » ; et tenait que « les 5 023 millions d'euros sortent des poches de tous les Espagnols » », il a aussi ajouté « en outre, la Catalogne ne peut pas penser seulement en catalan, comme l'Europe ne peut pas le faire non plus en allemand : l'Europe doit parler l'européen. » Le 9 septembre, Pere Navarro, dirigeant du Parti socialiste catalan, a fait des déclarations pour nier que la marche du Onze Septembre est indépendantiste et il a raffermi que les socialistes y iraient pour freiner « ceux qui veulent diviser ». Navarro a assuré que « l'Espagne deviendra fédérale ou ne sera pas. » Le 10 septembre, la secrétaire générale du PP, María Dolores de Cospedal, a dit que la manifestation en faveur de l'indépendance qui allait  être célébrée à Barcelone, se trouvait en opposition à la Constitution espagnole et de ce que tous les Espagnols et tous les Catalans ont décidé quand ils ont voté en faveur de la Grande Charte.

### Actes précédents
Le 10 septembre, dans le Parlement de Catalogne s'est célébrée la restitution du blason de la façade, il a remplacé celui de Philippe V d'Espagne par le Blason de Catalogne. Ce même soir il y a eu lieu des « marches de flambeaux » à plus de 90 villes catalanes, parmi lesquelles peuvent être trouvées Lloret de Mar, Igualada, Camarles, Parets del Vallès, Masquefa, Riudoms, Sant Pol de Mar, Santa Perpètua de Mogoda, Santa Susanna, Sant Fruitós de Bages, Vilafranca del Penedès ou Blanes.

## Manifestation
La manifestation a été nommée « Catalunya, nou estat d'Europa » (traduction au français : « Catalogne, nouvel état de l'Europe »). Cette devise a été auparavant proposée par l'Assemblea Nacional Catalana, même si la manifestation était également appelée « Marxa sobre Barcelona » (en français : « Marche sur Barcelone ») en allusion aux marches pacifiques de Mohandas Gandhi pour l'indépendance de l'Inde et de Martin Luther King pour les droits sociaux aux États-Unis d'Amérique.

### Actes institutionnels préalables

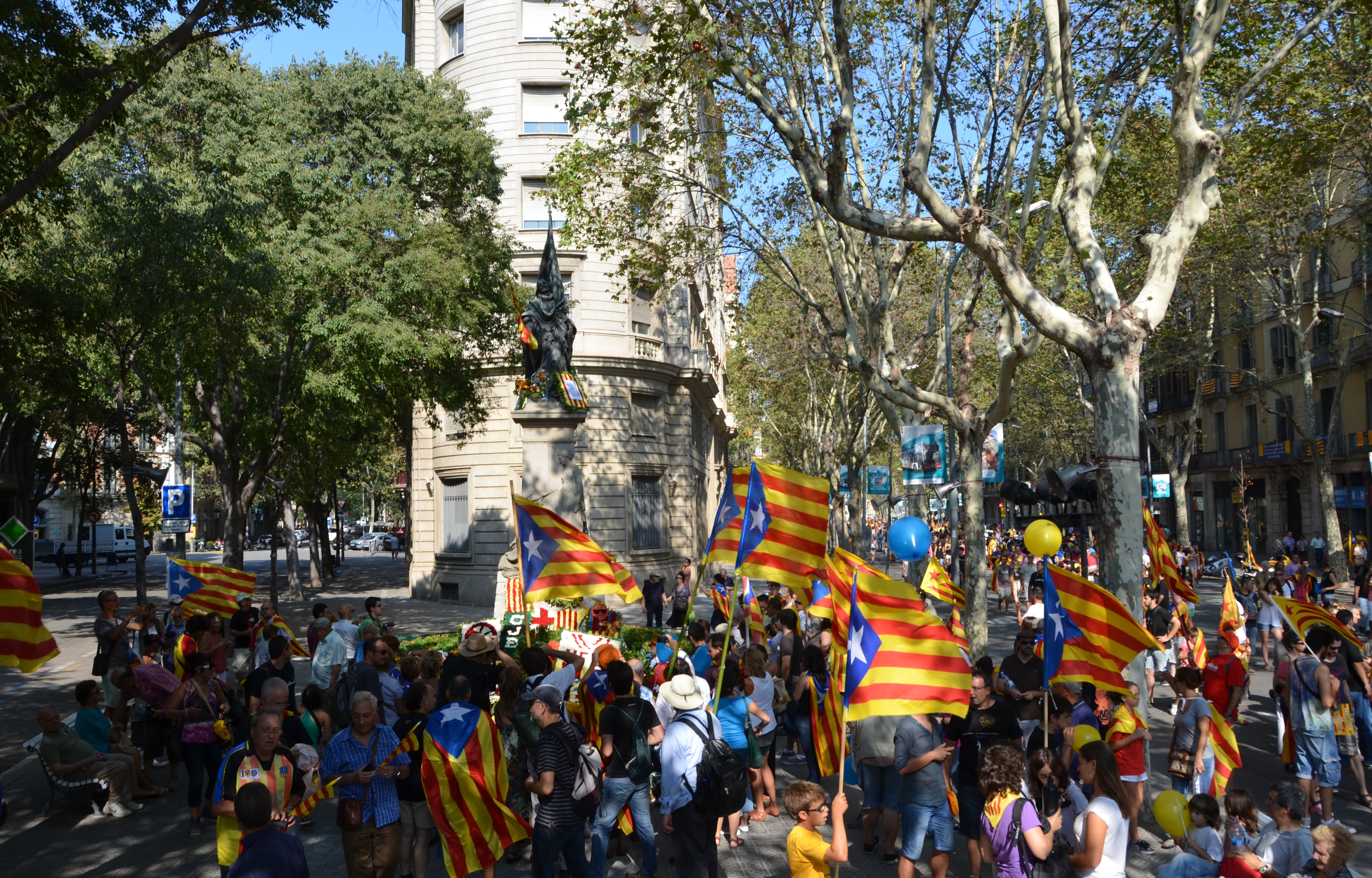
Monument de Rafael Casanova à Ronda Sant Pere, une heure et demie avant du début de la manifestation.

Le matin, comme chaque année, s'est célébrée un dépôt de gerbe au monument de Rafael Casanova à Ronda Sant Pere, à Barcelone. Plus tard un acte officiel a été réalisé au Parc de la Ciutadella où, selon des déclarations de Francesc Homs, porte-parole du Gouvernement de Catalogne, « on a promu la propre affirmation nationale » et surtout « la langue catalane, après les agressions qu'on a vécu récemment ». L'acte fut dirigé par le dramaturge Joan Ollé et conduit par la journaliste Mònica Terribas.

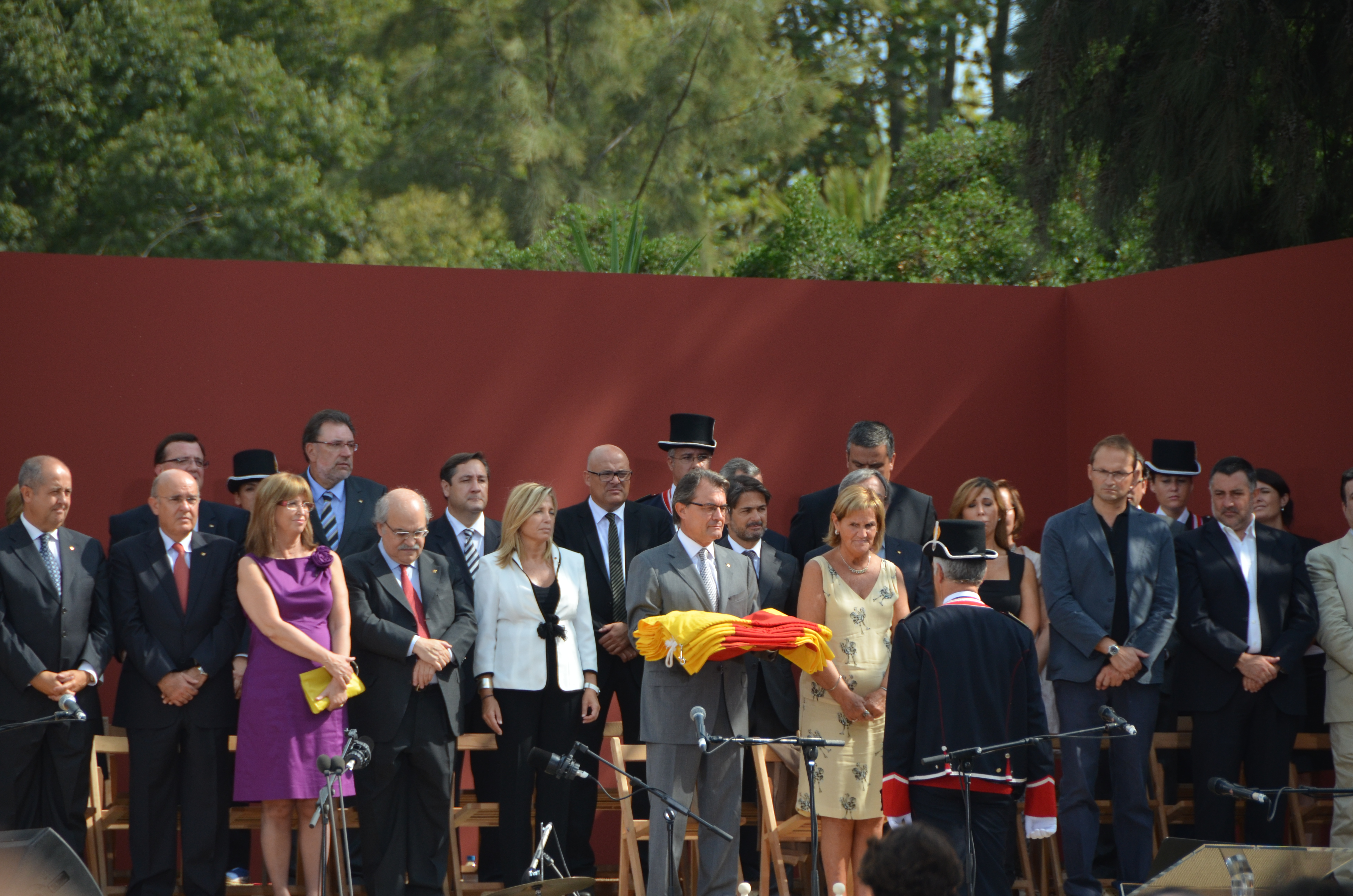
La ville de Capmany fait livraison de la Senyera au président Artur Mas.

L'acte institutionnel a commencé avec un défilé de la formation de fête des Mossos d'Esquadra. Ensuite, une ville de l'Empordà, Capmany (qui symbolise la lutte contre le feu) a fait livraison de la Senyera au président Artur Mas.
Lors de l'acte, poèmes et des passages d'auteurs catalans ont été lus, avec un mélange des pièces musicales interprétées par un recrutement d'artistes assez connus, comme le quatuor musical Las Migas, la mezzo-soprano Marisa Martins, les actrices Pepa López, Carme Sansa, Victòria Pagès et Sílvia Munt, les acteurs Pep Tosar et Ivan Benet, l'auteur-interprète Roger Mas et le critique littéraire et essayiste Josep Maria Castellet. Maria de Medeiros était l'artiste invitée, et chanta une chanson de Raimon basée sur un poème d'Ausiàs March. On a aussi rappelé plusieurs éphémérides, comme les 150 années de la naissance d'Antoni Maria Alcover, les 100 années de la naissance de Xavier Montsalvatge, les 50 années de la mort d'Eduard Toldrà et les 25 années de la mort de Manuel Blancafort et de Frederic Mompou, les 100 années de la naissance des écrivains Pere Calders, Avel·lí Artís-Gener et Joan Sales. L'immage officielle de la fête nationale de la Catalogne fut une reproduction de l'œuvre intitulée « La force catalane » (1971) d'Antoni Tàpies. Les hymnes officiels furent interprétés par la Cobla Sant Jordi - Ciutat de Barcelona, avec le chanteur Roger Mas.

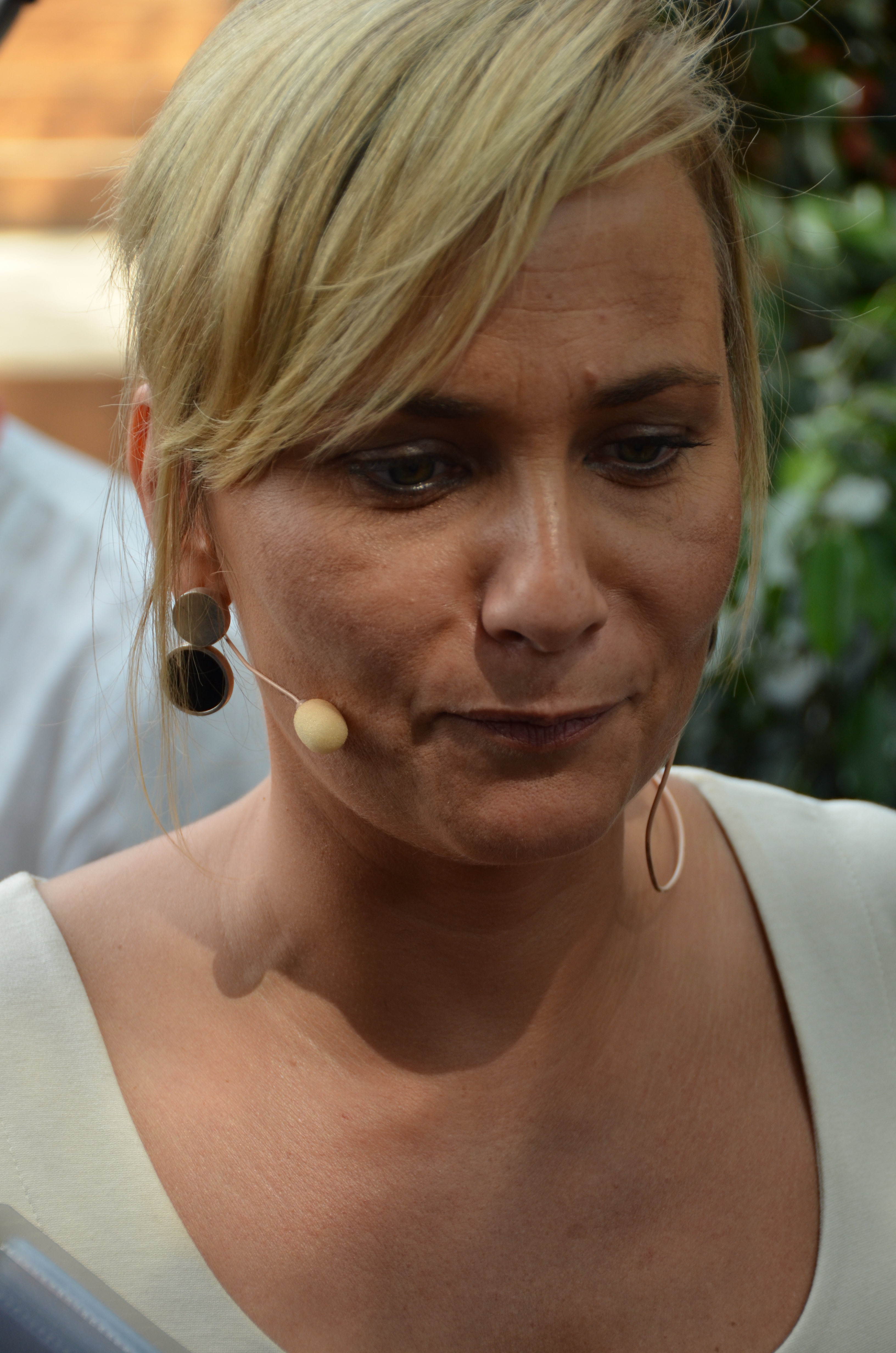
Mònica Terribas lors de la présentation de l'acte.

Le parti espagnol Partit Popular, qui avait communiqué que peut-être n'irait pas aux actes du Parc de la Ciutadella à cause du « ton souverainiste » des actes institutionnels, à la fin y ont participé avec l'assistance d'Alicia Sánchez-Camacho, sa dirigeante en Catalogne.
Des 10 000 personnes, d'après l'organisation, sont allées à l'acte du Parc de la Ciutadella, lequel a achevé avec des cris en faveur d'un état catalan. « Depuis 500 années, nous les Catalans avons été des vrais imbéciles. Il s'agit, donc, de laisser d'être Catalans ? Pas du tout, mais de laisser d'être imbéciles » était la phrase prononcée par Mònica Terribas dans la présentation du 100e anniversaire de la naissance de l'écrivain Joan Sales, et ces mots ont motivé des cris plus forts encore en faveur de l'indépendance tout au long de l'acte institutionnel.
Finalement, Òmnium Cultural a aussi organisé un propre place et une exposition d'entités des Pays catalans à Passeig Lluís Companys.

### Parcours

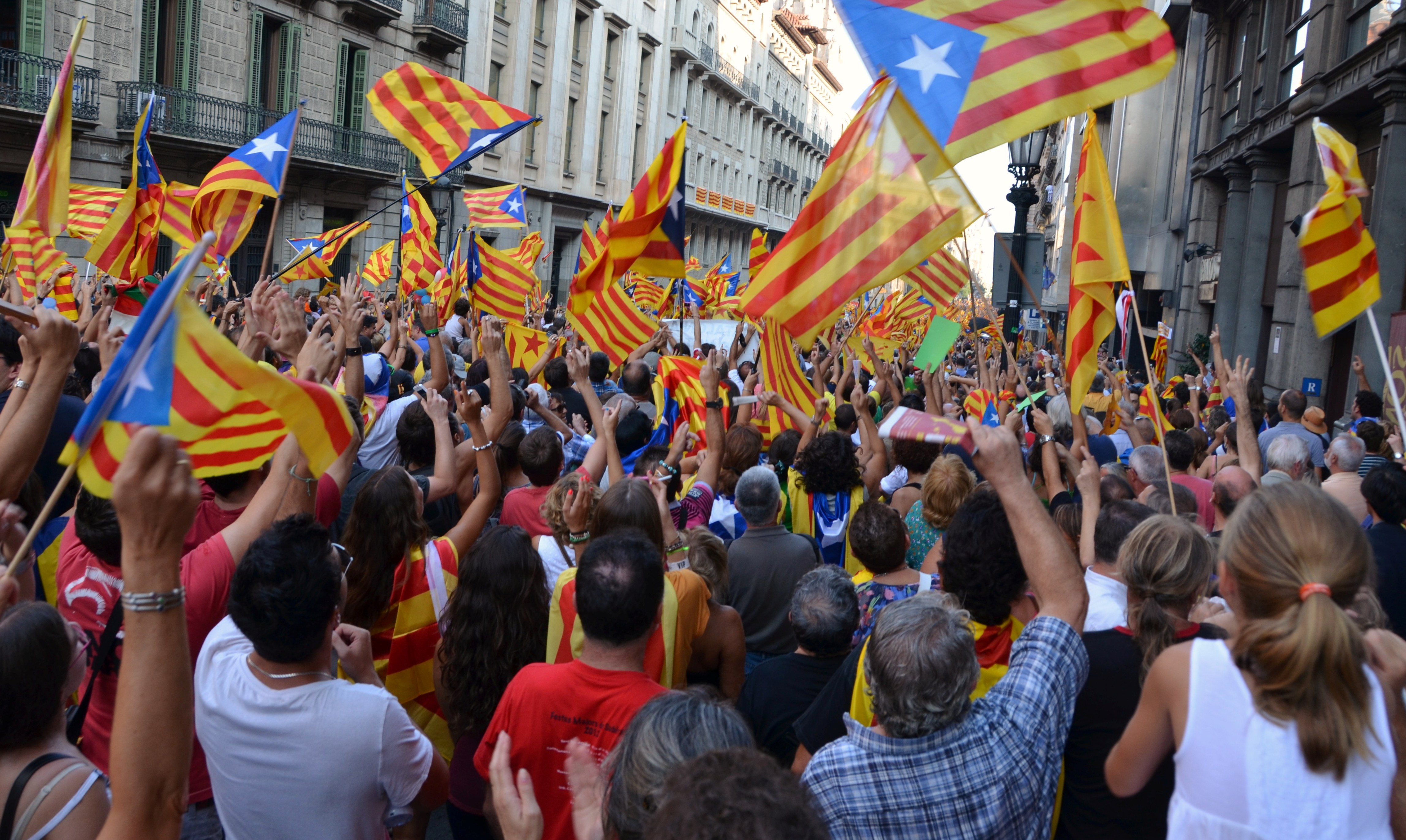
Via Laietana, heure du commencement de la manifestation.

Initialement, il était prévu que l'endroit où devrait commencer la manifestation était le monument de Francesc Macià à Place de Catalogne, où les organisateurs voulaient faire un acte politique qui donnerait le feu vert à la marche vers le Parlement. À cause des prévisions d'une assistance massive, les organisateurs, avec les Mossos d'Esquadra et la Guàrdia Urbana, ont décidé finalement modifier le parcours.
La manifestation a débuté au carrefour entre Passeig de Gràcia (près de Place de Catalogne) et Gran Via à 18 h, après elle est descendue par la rue Pau Clarís Via Laietana pour s'achever près du Parlement de Catalogne, dans le carrefour entre la rue Marquès de l'Argentera et la rue Picasso, à côté du Parc de la Ciutadella, où il y avait la scène principale dans laquelle Núria de Gispert, présidente du Parlement, a reçu une délégation de l'Assemblea Nacional Catalana qui lui a demandé « le début du processus de sécession ».

### Organisation

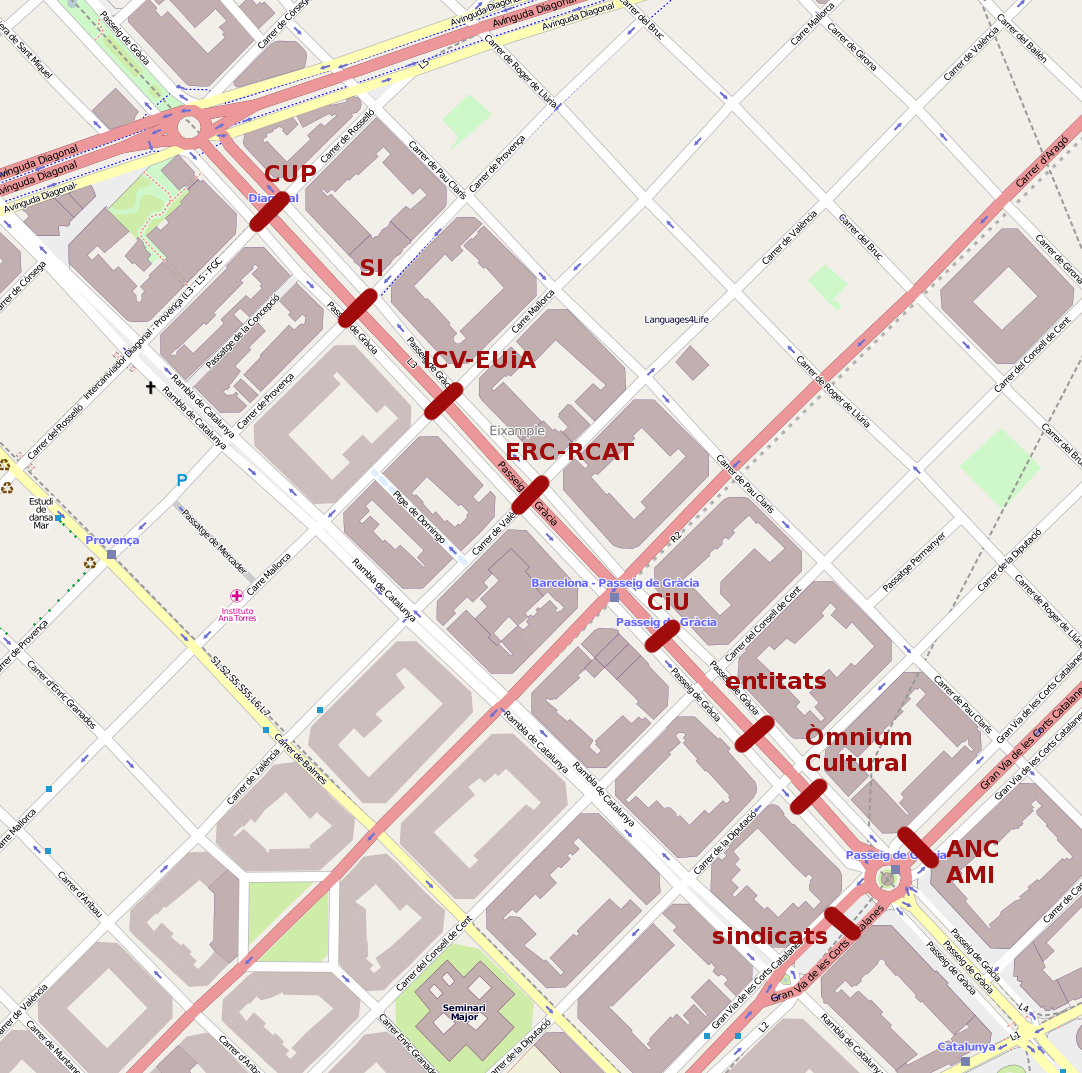
Emplacement des divers blocs assistants à la manifestation.

Une pancarte avec la devise « Catalogne, prochain état de l'Europe » a été tout le temps montrée à la tête de la marche. La pancarte fut présentée le 5 septembre sur la Place de Catalogne, le même jour où Carme Forcadell, dans la conférence de presse de présentation, a dit : « Le peuple est prêt, et on a besoin que le Gouvernement et les institutions fassent un pas, parce qu'on veut un pays libre et souverain, on veut l'indépendance ».
Cette pancarte était portée par dix représentants des régions territoriales de l'Assemblea Nacional Catalana (ANC) et par dix représentants de l'Associació de Municipis per la Independència (AMI). Au second plan il y avait la présidente de l'ANC, Carme Forcadell, et le vice-président, Carles Castellanos, avec les ex-présidents du Parlement Joan Rigol et Ernest Benach. Le troisième groupe était formé par un ensemble de représentants de l'ANC et de l'AMI.
Au-delà de ce groupe il y avait des blocs où on pouvait trouver les membres des partis politiques qui ont confirmé leur assistance (CDC, UDC, ICV, ERC, SI et RI) et des autres entités comme Òmnium Cultural, Plataforma Pro Seleccions Esportives Catalanes, Sobirania i Progrés et Sobirania i justícia. Le cinquième et plus grand groupe était formé par les citoyens.

#### Blocs
Les blocs et les différentes entités et partis politiques se sont étalés tout au long du Passeig de Gràcia dans cet ordre :
- Òmnium Cultural : Passeig de Gràcia, entre Gran Via et la rue Diputació ;
- Entités : Passeig de Gràcia, entre la rue Diputació et la rue Consell de Cent ;
- CiU : P. de Gràcia, entre la rue Consell de Cent et la rue Aragó ;
- ERC-RCat : au carrefour entre P. de Gràcia et la rue València ;
- ICV : au carrefour entre P. de Gràcia et la rue Mallorca ;
- SI : au carrefour entre P. de Gràcia et la rue Provença ;
- CUP : au carrefour entre P. de Gràcia et la rue Rosselló ;
- Syndicats : Gran Via.

### Assistance
| CDC | Oui              |
| UDC | Oui              |
| PSC | Non              |
| PP  | Non              |
| ICV | Oui              |
| ERC | Oui              |
| SI  | Oui              |
| C's | Non              |
| CUP | Oui (séparément) |
| RI  | Oui              |

Des collectivités, municipalités et institutions de toute la Catalogne, ont préparé des voyages organisés pour faciliter la présence des citoyens à la manifestation. La prévision d'une assistance massive a mené les organistaeurs à modifier plusieurs fois le parcours initial. Des trains spéciaux ont été loués à Renfe de Gérone, Figueres et Manresa pour aider au transport des manifestants jusqu'à Barcelone,. D'ailleurs, 1 111 autocars ont participé au déplacement de citoyens venant de tout le territoire pour se rendre dans la capitale de la Catalogne. Le même jour, un groupe de motocyclistes a organisé un défilé indépendantiste, à moto, à la sortie de Vic.

#### Participation des partis politiques
Candidature d'unité populaire (Candidatura d'Unitat Popular, ou « CUP », gauche indépendantiste) a fait sa propre manifestation et n'a pas fait partie de celle convoquée par l'Assemblea Nacional Catalana parce qu'elle n'envisage pas « la construction nationale des Pays catalans comme élément indispensable du processus indépendantiste » et elle ne s'oppose pas non plus au « modèle politique et économique néolibéral de l'Union européenne qui est celui qui nous a mené à la crise », bien que ce parti communiste laissait ses affiliés décider à quelle manifestation ils voulaient aller. Par contre, le Moviment de Defensa de la Terra, un autre collectif de la gauche indépendantiste, a convoqué ses affiliés aux deux manifestations, à la générale qui accueillait la majorité des citoyens, et à la manifestation sociale-communiste.